# Пеняки (гміна)
Ґміна Пеняки (пол. Gmina Pieniaki) — колишня (1934—1939 роках) сільська ґміна Бродівського повіту Тарнопольського воєводства Польської республіки. Центром ґміни було село Пеняки.

1 серпня 1934 року було створено ґміну Пеняки у Бродівському повіті. До неї увійшли сільські громади: Баткув, Голубіца, Гута Пєняцка, Звижин, Літовіско, Лукавєц, Маркополь, Пеняки, Чепелє, Шишковце.

Станом на 1 серпня 1936 року до складу ґміни Пеняки входили сільські громади: Батьків, Голубиця, Ґута Пеняцька, Гутисько Літовиське, Гутисько Пеняцьке, Звижень, Літовище, Лукавець, Маркопіль, Пеняки, Чепелі, Шишківці.